# كينر كيه-5

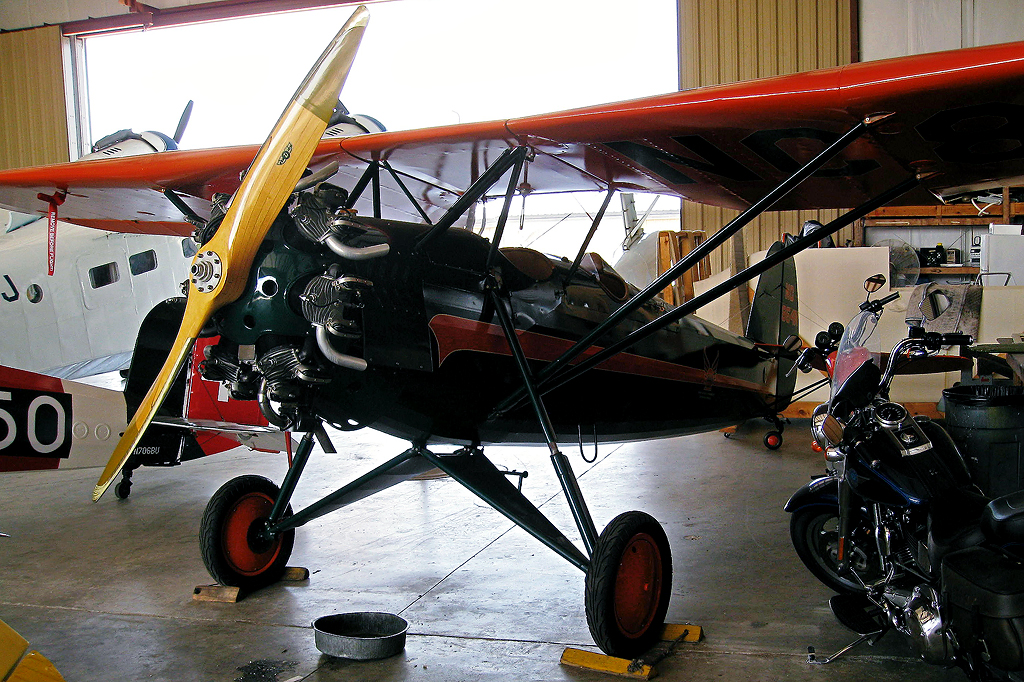
طائرة ديفيس دي-1-كيه

كان كينر كيه-5 محرك شائع الاستخدام في الطائرات الخفيفة العامة والطائرات الرياضية، طُور بواسطة وينفيلد بي.«بيرت» كينر. بيع محرك كيه-5 بشكل جيد مع الطفرة في الطيران المدني بعد تحليق تشارلز لندبرغ في رحلة عبر الأطلسي ‏. لم يكن تشغيل محرك كيه-5 سلس، لكنه كان محرك فعال وأُنتج هو ومشتقاته بالألاف لتشغيل العديد من طائرات التدريب في ا لحرب العالمية الثانية. تبع كيه-5 محرك كينر بي-5 و كينرأر-5 وأر-55. سُميت الطرازات العسكرية منه باسم أر-370. 

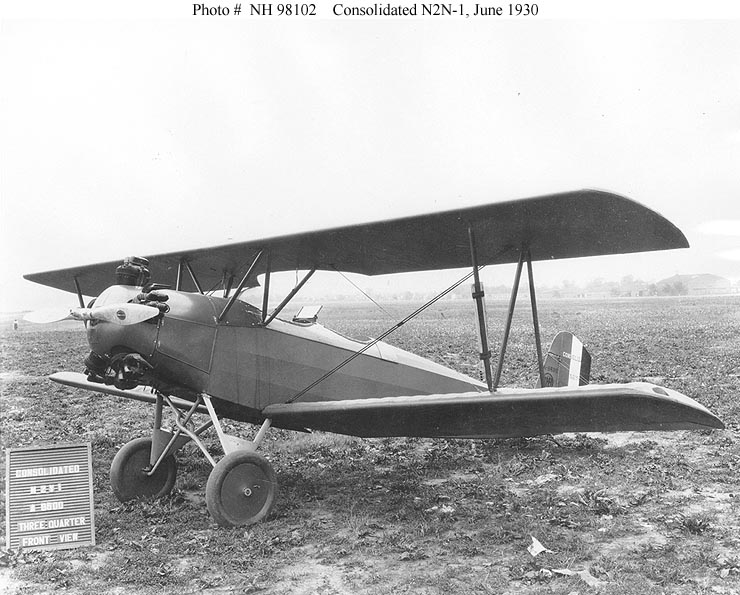
فليت النموذج 2

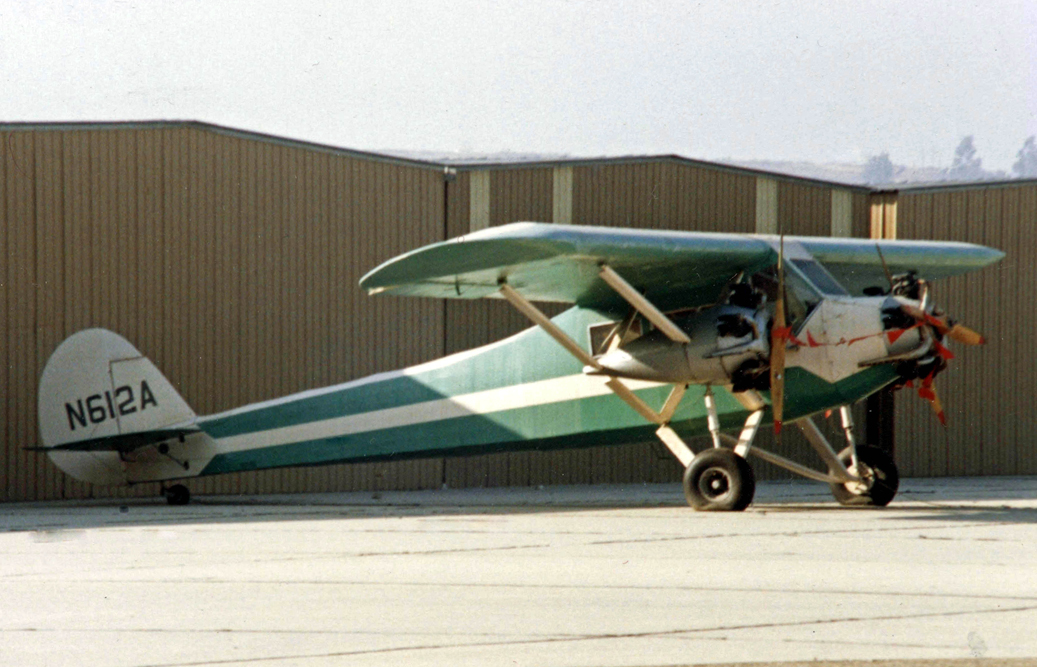
كريتزر آير كوتش

## التطبيقات
- أدوكس الخاصة  [لغات أخرى]‏
- أميريكان إيغل أي-129 ثنائية السطح
- تشامبرلين سي-2
- ديفيس دي-1-كيه
- فليت النموذج 2
- الإخوة جرانفيل النموذج ايه ثنائية السطح
- كينر سبورتستر  [لغات أخرى]‏
- كريتزر آير كوتش  [لغات أخرى]‏
- واكو كيه اس أو

## المواصفات

### مواصفات عامة
- النوع: محرك طائرة شعاعي مكون من 5 أسطوانات ويبرد بالهواء.
- قطر أسطوانة المحرك: 108 مم.
- مشوار المكبس: 133.3 مم.
- سعة المحرك: 6.1 لتر.
- الطول: 482 مم.
- القطر: 1152 مم.
- الارتفاع: 1104 مم.
- الوزن: 124 كجم.

### المكونات
- الصمامات: صمام دخول وصمام عادم لكل أسطوانة.
- نظام الوقود: مازج وقود طراز سترومبرج.
- نوع الوقود: أوكتان 73
- نظام التبريد: تبريد بالهواء.

### الأداء
- القدرة الناتجة: القدرة القصوى 100 حصان عند 1810 دورة/دقيقة، وتبلغ القدرة 70 حصان عند 1650 دورة/دقيقة.
- نسبة الانضغاط: 1:5
- نسبة القدرة إلى الوزن: 0.36 حصان/باوند